# Beška (Insel)
Beška (serbisch Бешка) ist eine ca. 15 Hektar kleine Insel in Montenegro, die sich etwa 400 Meter entfernt vom Dorf Murici (Gemeinde Bar) am Südufer des Skutarisees befindet.
Auf der Insel existieren zwei mittelalterliche Kirchen:
- Die Kirche der Heiligen Jungfrau, die im Jahr 1440 für Helena, Tochter des Fürsten Lazar Hrebeljanović, errichtet wurde. Der Sakralbau besitzt eine kleine einschiffige Struktur mit einem zentralen Turm oberhalb des Giebels. Die Kirche wurde, nachdem sie zu verfallen drohte, in einer moderneren Form wiederhergestellt.
- St. Georg, erbaut 1442. Das einschiffige Gebäude verfügt über eine Kuppel sowie halbrunde Apsidien, die dem Chor die Form eines Kleeblattes verleihen. Die Kirche besitzt einen Narthex sowie einen zentralen Glockenturm oberhalb des Eingangs.